# Luis Echeberría
Luis María Echeberría Igartua (Erandio, 23 marzo 1940 – Las Arenas, 19 ottobre 2016) è stato un calciatore spagnolo, di ruolo difensore, campione d'Europa con la Nazionale spagnola nel 1964.

## Carriera

### Club
Giocò la maggior parte della sua carriera nell'Athletic Bilbao, debuttando il 10 settembre 1961 in Siviglia-Athletic 2-1.

### Nazionale
Giocò 4 partite con la nazionale di calcio spagnola, debuttando il 6 giugno 1962 in Brasile-Spagna 2-1. Nel 1964 vinse il Campionato europeo di calcio.

## Palmarès

### Nazionale
- Campionato d'Europa: 1

1964

### Club

#### Competizioni nazionali
- Coppa di Spagna: 1

Athletic Club: 1969

#### Competizioni internazionali
- Pequeña Copa del Mundo: 1

Athletic Club: 1967